# Кургуус
Кургуус (каз. Құрқуыс) — село в Аулиекольском районе Костанайской области Казахстана. Входит в состав Новоселовского сельского округа. Код КАТО: 393645300.

## Население
В 1999 году население села составляло 287 человек (147 мужчин и 140 женщин). По данным переписи 2009 года, в селе проживал 151 человек (80 мужчин и 71 женщина).